# (1082) Pirola
(1082) Pirola est un astéroïde de la ceinture principale découvert par K. Reinmuth le 28 octobre 1927 à Heidelberg. Les observations ont montré qu'il mesure un peu plus de 43 km de diamètre. Il tire son nom du genre de plantes herbacées les piroles.